# Diatretum

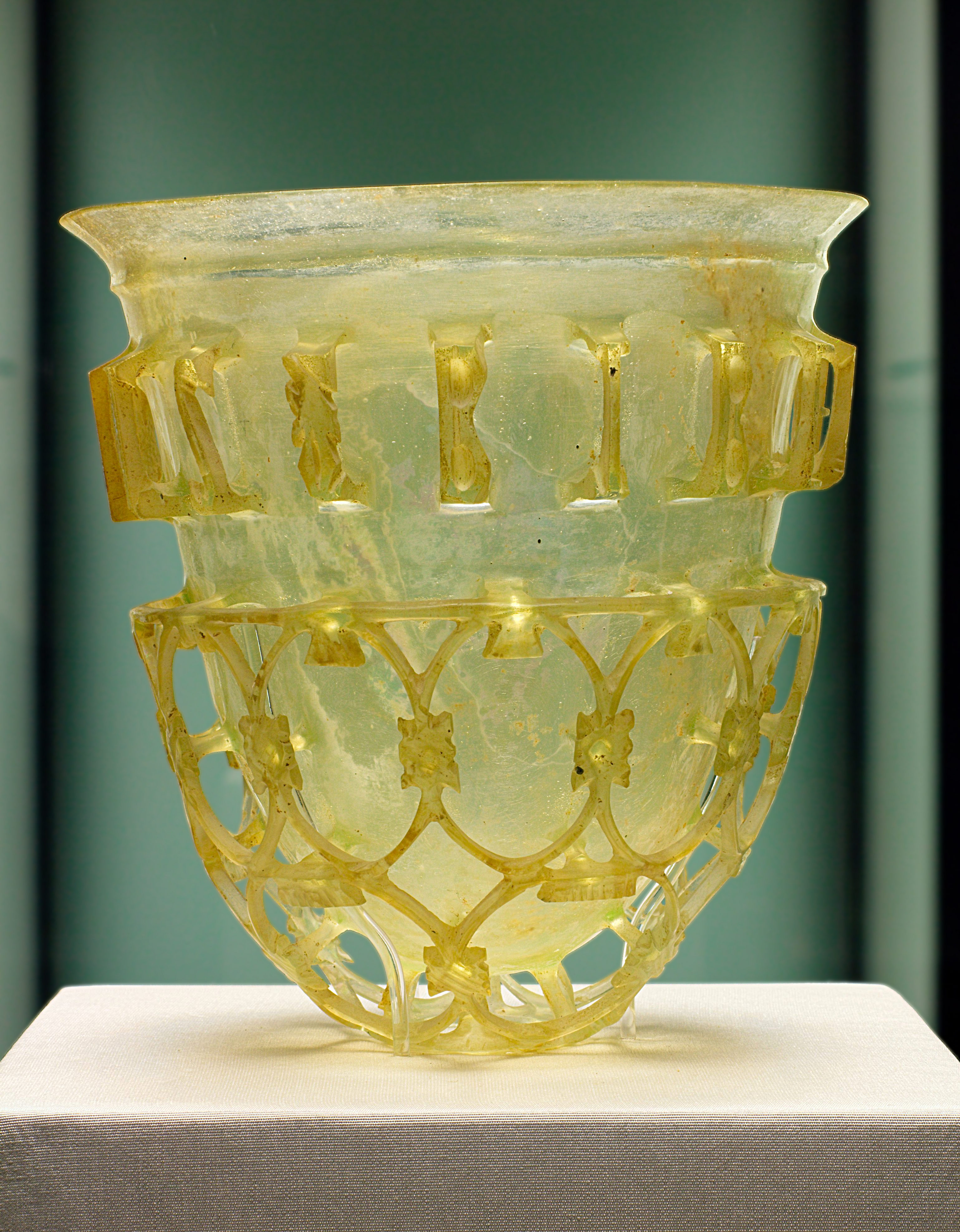
Pucharek z Kolonii, z napisem Bibe multis annis (2. połowa IV wieku)

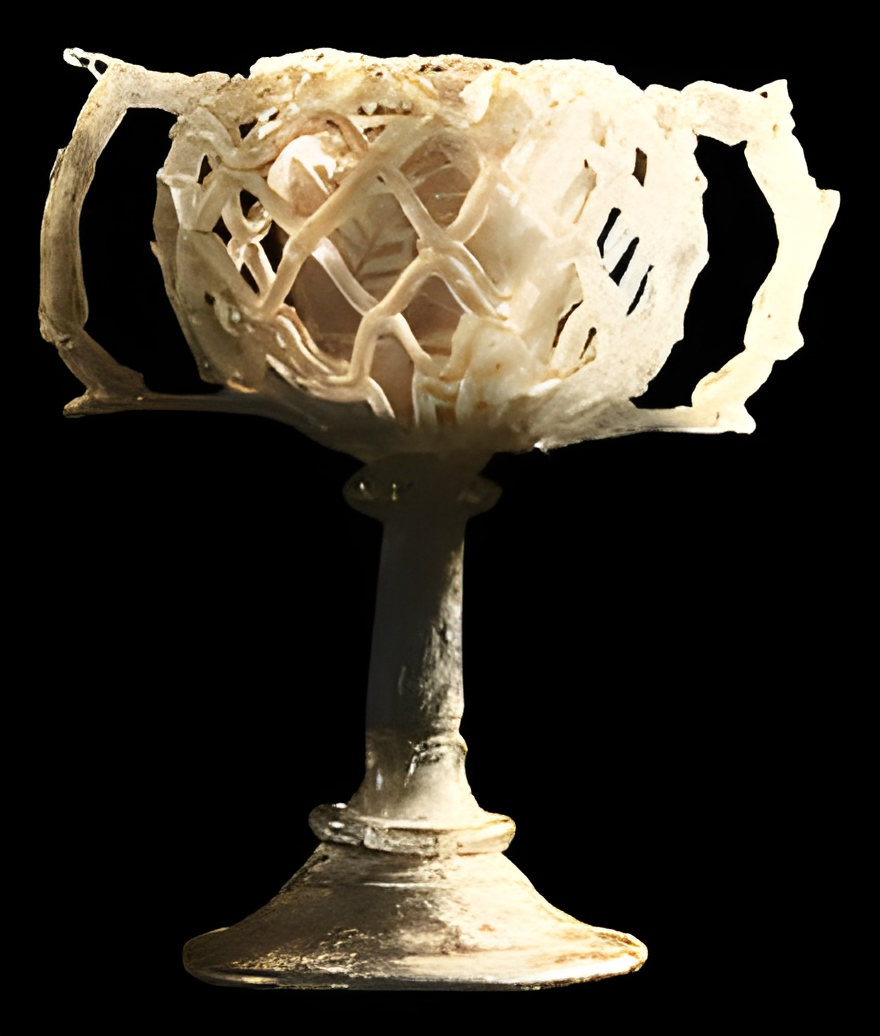
Zrabowany i zaginiony kielich z kolekcji Czartoryskich

Diatretum (łac. vas diatretum, l.mn. diatreta, stgr. διατρητων – szklane naczynie późnorzymskie wytwarzane i zdobione plastycznie w wyszukany sposób przy użyciu specjalnej techniki.
Były to luksusowe naczynia formowane w odlewie, a następnie wykańczane poprzez nałożenie ażurowej siatki szklanej, łączącej się jedynie punktowo z korpusem naczynia. Wspomina już o nich Marcjalis (Epigrammata XII 70,9)  i Ulpian (calices diatreti w Digesta Iustiniani IX 2,27;29), ale charakterystyczne były dla antycznych wyrobów szklarskich z III-IV wieku n.e. Obecnie uznaje się, że pierwotnym centrum ich produkcji była Aleksandria, dopiero później Nadrenia. Wyspecjalizowanych producentów tych naczyń określano mianem diatretarii (Codex Theodosianus XIII 42; Codex  Justinianus X 66 (64), 1).
Produkowano je w złożony sposób poprzez łączenie z cienkościennym korpusem naczynia delikatnej siatki szklanej za pośrednictwem słupków wielkości do 0,8 cm; w ten sposób pokrywano brzusiec siatką z nitek dekoracyjnie krzyżujących się lub falistych. Niektóre egzemplarze zamiast szklanej siatki zdobią sceny figuralne (np. tzw. puchar Likurga, kielich z maskami i kolumnami z Varese, situla ze sceną polowania z weneckiego skarbu św. Marka) czy nawet napisy, jak odkryty w 1725 pucharek z Novary z inskrypcją Biba, vivas multos annos.
Naczynia te zachowały się niezbyt licznie jako egzemplarze pochodzące głównie z warsztatów nadreńskich z okresu rozwiniętego cesarstwa. Technikę ich wytwarzania częściowo wyjaśniono dopiero w 1954 roku, jednakże kwestia ta nadal jest sporna. Według innego poglądu odlewany w matrycy pozytyw oblewano szklanym topliwem i określone przestrzenie (miejsca) oszlifowywano dla uzyskania pożądanej dekoracji powierzchniowej (zewnętrznej), w sposób podobny jak w przypadku kamei.
Zdobiony tak okazały kielich na wysokiej stopce, wykonany z zielonego szkła w Kolonii w końcu III wieku, a znajdujący się w zbiorach gołuchowskich, został zrabowany podczas wojny przez niemieckich okupantów.